# Spain's strip-tease
Spain's strip-tease es una obra de teatro de Antonio Gala, estrenada en 1970.

## Argumento
El autor analiza las posibles reacciones del hombre español en el entonces eventual caso de que la censura autorizase algún día la práctica del strip-tease en España: Distintas parejas de origen cultural y social variado confluyen en una sala de fiestas en la que se celebrará uno de esos espectáculos: El notario Don Francisco y su señora Doña Manuela, Paco y Manola, de origen humilde y la pareja joven, Francis y Manu, con un elemento común: la cerillera Manoli. Todo ello salpicado con números musicales.

## Estreno
- King-Club Café Teatro, Madrid, 18 de diciembre de 1970.
  - Dirección: José María Burriel y Juan Diego.
  - Intérpretes: Beatriz Carvajal (Manu), Eduardo Baldany (Francis), Nela Cojiu (Doña Manuela), Alfonso del Real (Don Francisco), Carmen Martínez Sierra (Manola), Julia peña (Manoli).